# Sharga, Govi-Altai
Sharga (tiếng Mông Cổ: Шарга) là một sum của tỉnh Govi-Altai ở miền tây Mông Cổ. Vào năm 2009, dân số của sum là 1.921 người.

## Địa lý
Sum có diện tích khoảng 5.566 km2. Trung tâm sum, Sharga, nằm cách tỉnh lỵ Altai 99 km và thủ đô Ulaanbaatar 1.100 km.

### Khí hậu
Sharga có khí hậu bán khô hạn. Nhiệt độ trung bình hàng năm trong khu vực là 8 °C. Tháng ấm nhất là tháng 6, khi nhiệt độ trung bình là 32 °C và lạnh nhất là tháng 1, với −22 °C. Lượng mưa trung bình hàng năm là 135 mm. Tháng ẩm ướt nhất là tháng 6, với lượng mưa trung bình là 29 mm, và khô nhất là tháng 1, với 3 mm.

## Kinh tế
Sum có một trường học, bệnh viện và khu dịch vụ.